# Gilda na żywo
Gilda na żywo – amerykański film Mike’a Nicholsa z 1980 roku. Zapis show Gildy Radner wystawionego na Broadwayu w marcu 1980.

## Główne role
- Gilda Radner – Gilda Radner/Różne postacie
- Don Novello – Ksiądz Guido Sarducci
- Paul Shaffer – Don Kirshner/The Candy Slice Group
- Nils Nichols – Roadie
- Bob Christianson – Pianista na scenie
- Howard Shore – The Candy Slice Group
- Diana Grasselli
- Miriam Valle
- Maria Vidal
- Johnny Caruso – The Candy Slice Group
- G.E. Smith – The Candy Slice Group